# Liste der französischen Botschafter in Algerien
Im Friedensabkommen zum Algerienkrieg von 1962 hatten die Regierungen Charles de Gaulle und Ahmed Ben Bella besondere Beziehungen vereinbart. Nach seiner Mission als erster Botschafter in Algerien war Jean-Marcel Jeanneney Berichterstatter der Kommission La politique de coopération avec les pays en voie de développement mit dieser wurde der Begriff der Entwicklungszusammenarbeit für die Politik des Désengagement geprägt.
| Ernennung/Akkreditierung | Name                        | Bemerkungen | ernannt von              | akkreditiert während der Regierung von | Posten verlassen |
| ------------------------ | --------------------------- | ----------- | ------------------------ | -------------------------------------- | ---------------- |
| 5. Juli 1962             | Jean-Marcel Jeanneney       |             | Charles de Gaulle        | Ferhat Abbas                           |                  |
| 18. Jan. 1963            | Georges Gorse               |             | Charles de Gaulle        | Ahmed Ben Bella                        |                  |
| 17. Mai 1967             | Pierre de Leusse            |             | Charles de Gaulle        | Houari Boumedienne                     |                  |
| 16. Nov. 1968            | Jean Basdevant              |             | Charles de Gaulle        | Houari Boumedienne                     |                  |
| 15. Nov. 1971            | Jean Soutou                 |             | Georges Pompidou         | Houari Boumedienne                     |                  |
| 14. Apr. 1975            | Guy de Commines de Marsilly |             | Valéry Giscard d’Estaing | Houari Boumedienne                     |                  |
| 27. Aug. 1979            | Jean-Marc Mérillon          |             | Valéry Giscard d’Estaing | Chadli Bendjedid                       |                  |
| 23. Dez. 1981            | Guy Georgy                  |             | François Mitterrand      | Chadli Bendjedid                       |                  |
| 11. Jan. 1984            | François Sheer              |             | François Mitterrand      | Chadli Bendjedid                       |                  |
| 25. Feb. 1986            | Bernard Bochet              |             | François Mitterrand      | Chadli Bendjedid                       |                  |
| 22. Dez. 1988            | Jean Audibert               |             | François Mitterrand      | Chadli Bendjedid                       |                  |
| 5. Aug. 1992             | Bernard Kessedjian          |             | François Mitterrand      | Muhammad Boudiaf                       |                  |
| 29. Dez. 1994            | Michel Lévêque              |             | François Mitterrand      | Liamine Zéroual                        |                  |
| 29. Jan. 1997            | Alfred Siefer-Gaillardin    |             | Jacques Chirac           | Liamine Zéroual                        |                  |
| 10. Apr. 2000            | Hubert Colin de Verdière    |             | Jacques Chirac           | Abd al-Asis Bouteflika                 |                  |
| 30. Aug. 2002            | Daniel Bernard              |             | Jacques Chirac           | Abd al-Asis Bouteflika                 |                  |
| 21. Juli 2004            | Hubert Colin de Verdière    |             | Jacques Chirac           | Abd al-Asis Bouteflika                 |                  |
| 21. Nov. 2006            | Bernard Bajolet             |             | Jacques Chirac           | Abd al-Asis Bouteflika                 |                  |
| 2. Okt. 2008             | Xavier Driencourt           |             | Nicolas Sarkozy          | Abd al-Asis Bouteflika                 |                  |